# Paljassaare
Paljassaare är en stadsdel i distriktet Põhja-Tallinn i Estlands huvudstad Tallinn. Stadsdelen omfattar halvön Paljassaare poolsaar, som bildades genom utfyllnader 1912–1917. Tidigare låg här två öar som på svenska kallades Karlsöarna (estniska: Paljassaared, tyska: Karlos). I medeltida källor påträffas de svenska namnformerna Blote-Karl och Rughen-Karl, vilket på modern svenska motsvarar 'Kal-Karl' och 'Råg-Karl'. På tyska finns beläggen Gross och Klein Karl.

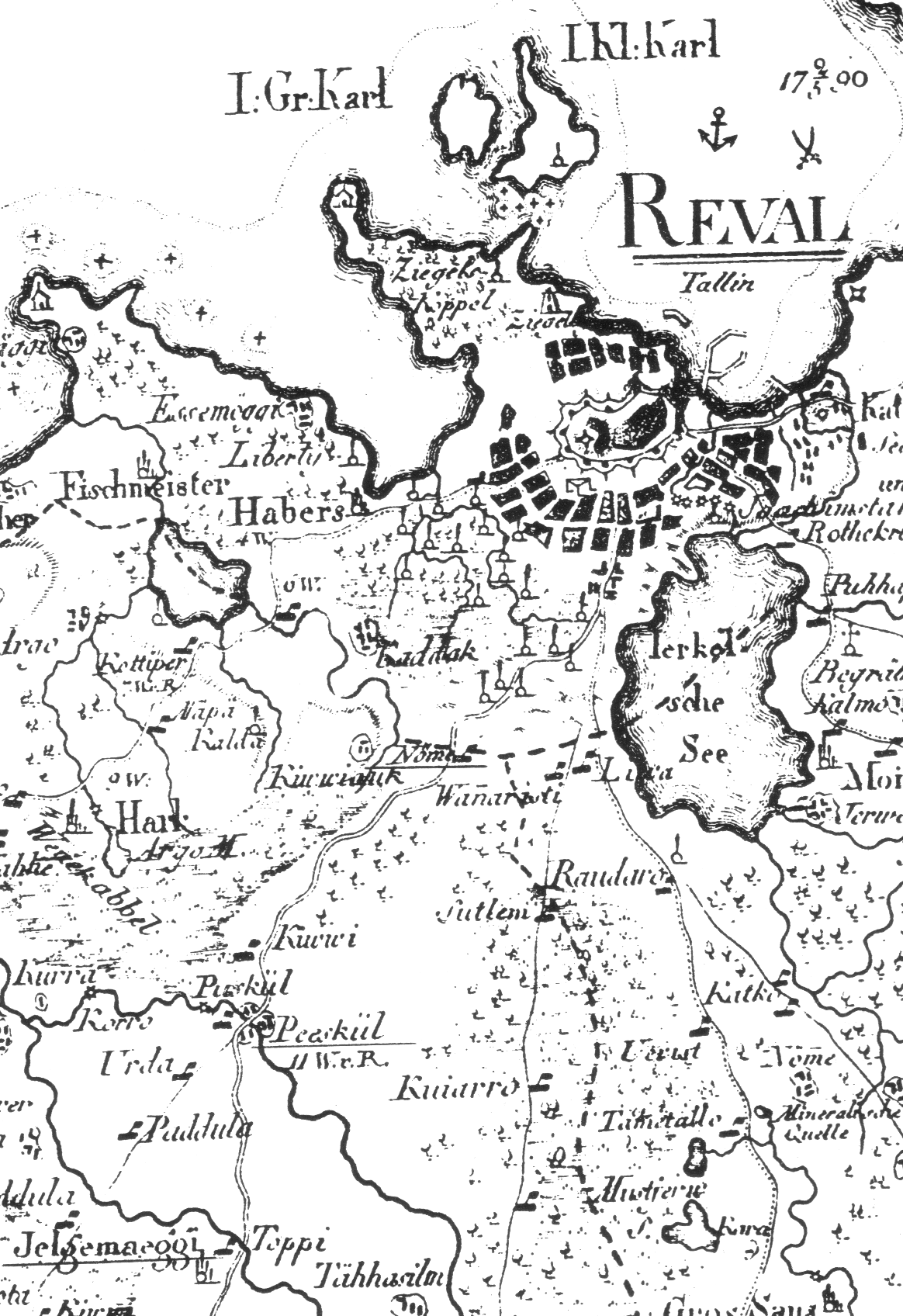
Karlsöarna i Tallinn (Reval) på en karta från 1798.